# SuperWASP
WASP (Wide Angle Search for Planets) é uma organização acadêmica internacional que realiza busca automatizada de planetas extrassolares através do método de trânsito astronômico. Seu objetivo final é cobrir todo o céu, analisando estrelas com até 15 de magnitude.
O programa de detecção WASP é composto pelo Grupo de Telescópios Isaac Newton, Instituto de Astrofísica das Canárias e outras seis universidades do Reino Unido. Os dois observatórios robóticos, que operam continuamente, cobrem tanto o Hemisfério Sul quanto o Hemisfério Norte, respectivamente. O SuperWASP-North esta localizado no Observatório de Roque de los Muchachos, nas Canárias. Já o WASP-South está no Observatório Astronômico Sul-Africano. Ambos usam oito câmeras wide-angle que monitoram o céu simultaneamente buscando por trânsitos planetários e permitem monitorar milhões de estrelas ao mesmo tempo, permitindo detecção de trânsitos raros.
Os instrumentos para identificação utilizando espectroscopia Doppler para determinar a massa do exoplaneta incluem o High Accuracy Radial Velocity Planet Searcher e o telescópio Leonhard Euler, ambos localizados no Observatório de La Silla, no Chile. O design do WASP também foi adotado pelo Next-Generation Transit Survey. Em 2016, a Extrasolar Planets Encyclopaedia tinha em seu banco de dados um total de 2,107 exoplanetas, dos quais 118 foram descobertos pelo WASP.

## Equipamento
O WASP consiste de dois observatórios robóticos, ambos com uma serie de oito lentes Canon 200mm f1.8, cada qual com um dispositivo de carga acoplada 2048 x 2048 de alta qualidade, sendo o modelo utilizado o iKon-L, fabricado pela Andor Technology. Os telescópios estão montados numa montagem equatorial construída pela Optical Mechanics, Inc. O campo de visão enorme das lentes Canon dão a cada observatório capacidade de cobrir uma área de 490 graus quadrados.

## Função
Os observatórios monitoram o céu continuamente, tirando um conjunto de imagens aproximadamente, uma vez por minuto, coletando assim até 100 gigabytes de informação por noite. Usando o método de trânsito astronômico, informações coletadas pelo WASP podem ser utilizadas para medir o brilho de cada estrela em cada imagem, pequenas diminuições nesse brilho, que podem ser causadas por planetas passando na frente da estrela, podem ser identificados. 
Um dos objetivos principais do WASP é revolucionar o entendimento da formação de planetas, abrindo caminho para futuras missões espaciais em busca de mundos parecidos com a Terra. 

## Estrutura
O WASP é operado por um consorcio de instituições acadêmicas, sendo elas:
- Instituto de Astrofísica das Canárias
- Isaac Newton Group of Telescopes
- Universidade de Keele
- Open University
- Queen's University de Belfast
- Universidade de St. Andrews
- Universidade de Leicester
- Universidade de Warwick

## Descobertas

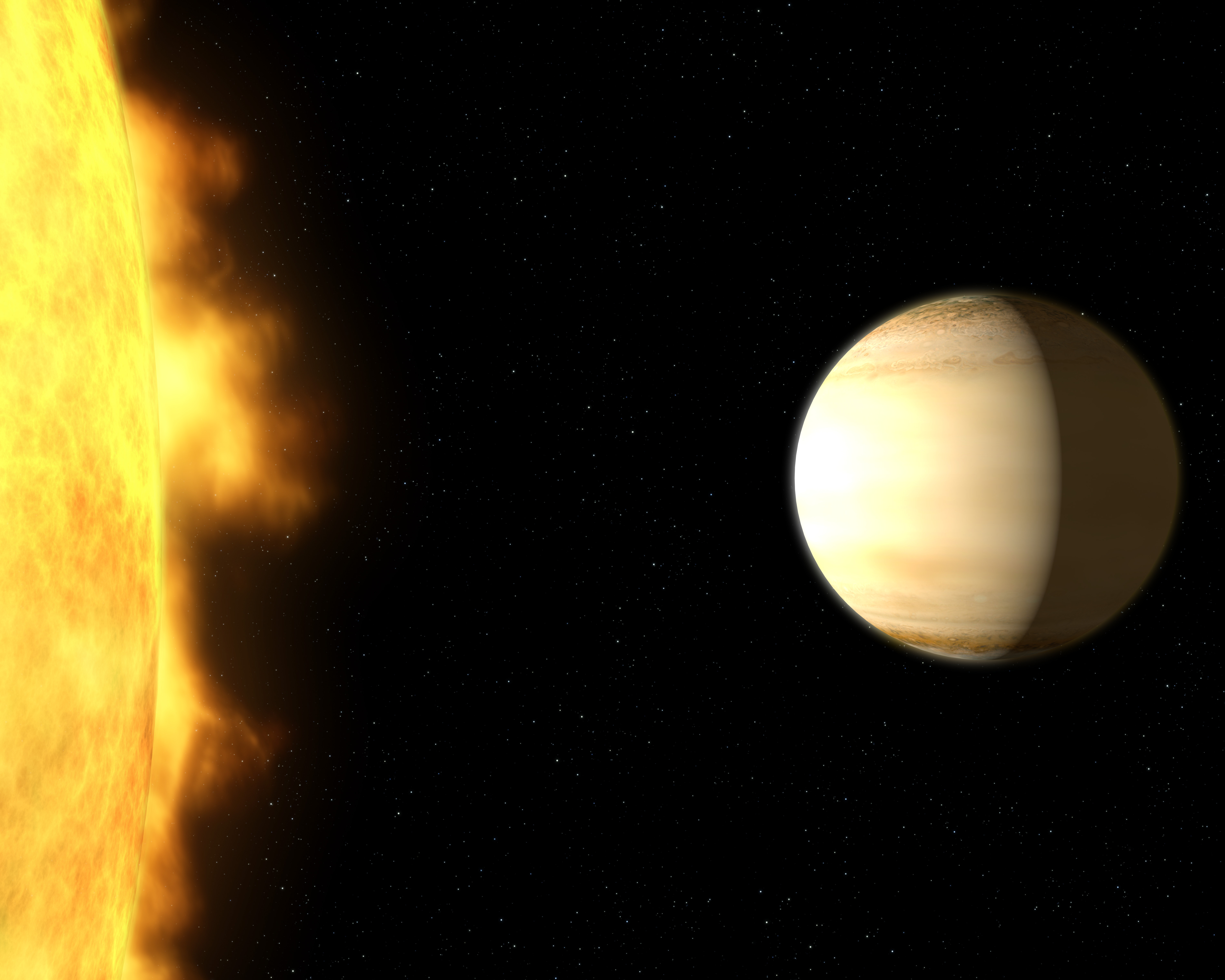
Representação artística de WASP-39b. um dos exoplanetas descobertos pelo sistema WASP.

Em 26 de setembro de 2006, a equipe reportou a descoberta de dois exoplanetas: WASP-1b (orbitando a 0.038 UA, ou 6 milhões de quilômetros, de sua estrela a cada 2.5 dias (para comparação, a Terra orbita o sol a 1 UA), e WASP-2b, orbitando a três quartos dessa distancia a cada dois dias.
Em 31 de outubro de 2007, a equipe reportou a descoberta de outros três exoplanetas, WASP-3b, WASP-4b e WASP-5b. Todos os três tem massa similar a Júpiter, e estão tão próximos de suas respectivas estrelas que seus períodos orbitais são de menos de dois dias. A temperatura das superfícies desses planetas é estimada em 2000 graus Celsius, dada a distância curta entre eles e suas estrelas. WASP-4b e WASP-5b foram os primeiros planetas descobertos pelas câmeras e pesquisadores na África do Sul.
Em agosto de 2009, a descoberta de WASP-17b foi anunciada, acredita-se que seja o primeiro planeta descoberto que orbita na direção oposta do giro da sua estrela.